# Verneuil-sur-Indre
Verneuil-sur-Indre település Franciaországban, Indre-et-Loire megyében. Lakosainak száma 467 fő (2022. január 1.). Verneuil-sur-Indre Fléré-la-Rivière, Betz-le-Château, Bridoré, Perrusson, Saint-Flovier, Saint-Hippolyte, Saint-Jean-Saint-Germain és Saint-Senoch községekkel határos.

## Népesség
A település népessége az elmúlt években az alábbi módon változott:
| Lakosok száma | 679  | 508  | 462  | 494  | 507  | 492  | 480  | 474  | 472  | 467  |
|               | 1968 | 1982 | 1990 | 2006 | 2013 | 2015 | 2017 | 2019 | 2020 | 2022 |